# راجی عبدالعاطی
راجی عبدالعاطی (انگلیسی: Raji Abdel-Aati؛ زادهٔ ۱۱ اکتبر ۱۹۸۵) بازیکن فوتبال اهل سودان است.
از باشگاه‌هایی که در آن بازی کرده‌است می‌توان به باشگاه فوتبال المریخ اشاره کرد.
وی همچنین در تیم ملی فوتبال سودان بازی کرده‌است.